# Pliolampadidae
De Pliolampadidae zijn een familie van uitgestorven zee-egels (Echinoidea) uit de orde Cassiduloida.

## Geslachten
- Oolopygus D'Orbigny, 1857 †
- Pliolampas Pomel, 1888 †